# 汎用エンジン
汎用エンジン（はんようエンジン）とは、各種作業機に搭載するために製造されている内燃機関で、自動車用やオートバイ用エンジンなど、専用に設計されているエンジンとの対照語である。このことから産業用エンジン（さんぎょうようエンジン）と呼ばれる場合も少なくない。

## 概要
たとえば4ストロークレシプロガソリンエンジンの場合、主に3馬力（2.5 kW）から35馬力（25 kW）程度である。そして、安価な機械式ガバナーで最高回転数を抑えるようにされているものが一般的である。作業機に合わせ、空気取り入れ口にエアクリーナをつけ防塵性、耐土埃性を上げたり、チョーク弁やキルスイッチをカスタマイズして工場から出荷されているケースが多い。
また、4サイクルエンジンはその構造上、クランク軸に対しカム軸が1/2の速度で回転するため、カム軸を出力軸とした減速タイプがあり、農業機械や小型運搬車などのあまり回転数を上げずに使用される作業機に使われている。 多くは出力軸側から見て左回転（反時計回り）だが、逆回転のものもある。
一方、ディーゼルエンジンは、単気筒・小排気量の可搬型から、「産業用」とも呼ばれる多気筒・大排気量の定置型大型機関まで、多種多様のエンジンが生産されている。用途は、可搬型は、発電機、ポンプ、空気圧縮機、小型建設機械（ハンドガイド式ロードローラー）など、定置型は自家発電、非常用電源、コジェネレーション、パワーバージなどの内燃力発電用が代表的である。
また、これらは冷却系、給排気系、調速機を変更して船舶やディーゼル機関車の主機関として搭載されることもある。

## 種類

### 使用燃料
燃料別では、一般的なガソリンエンジンとディーゼルエンジンに加え、主に開発途上国向けとしてケロシンエンジンがある。ケロシンエンジンは、ガソリンエンジンの設計をベースに圧縮比を下げることで効率ダウンと引き換えにケロシンの使用を可能としたもので、主たる燃料のケロシン以外に、冷間始動用燃料としてガソリンタンクを装備、始動時のみガソリンを使用するような配管切り替え機構を与える事例が多い。

### 軸端形状
出力取り出しの用途別に以下のものがある。
キーウェー/キーウェイ（keyway）軸出力軸が先端まで同径で先端付近にキー溝（keyway）が切ってある。キーの挿入で軸に嵌合したプーリなどの空回りを防ぐ。
テーパ軸軸端がテーパー加工されたもの。テーパー部に半月キー用のキー溝を持つものもある。
ねじ軸軸端がねじ加工されたもので、ポンプ用。業界内ではポンプ軸と呼ばれている。

### 回転速度制御
可変式
手動式の可変スロットル（ハンドスロットル）を持ち、使用者が操作して任意の回転数を選ぶ。
定速式
主に発電機や圧縮機用。可搬式発電機用小型エンジンはハンドスロットルを持たず、販売地域の商用周波数に合わせた回転数で固定されている。負荷変動で起こる回転数変化に対しては、吸気管負圧で変形するダイアフラムとスロットルバルブ、あるいは噴射ポンプとを簡単なリンク機構で結んで行っている。但しインバータ制御方式のものはエンジンの回転数は一定であるが、周波数の切り替えが可能である。可搬式ポンプ用は一般に可変スロットルを持つが、殆ど全開で使用される。可搬式圧縮機用は、圧縮中（高負荷時）は高回転、アンローダーバルブ作動中（無負荷時）はアイドリングとなる二段階制御となっており、アンローダーバルブが作動するとタンク内の圧縮空気がシリンダーに送られ、それに繋がるリンクやワイヤーでスロットルを閉じる、あるいは噴射ポンプをアイドル位置へ戻す。
大型のディーゼルエンジンは噴射ポンプに直結した遠心式調速機を持っているが、急激な負荷変動に対応するため、ダイアフラムを持つ負圧式アクチュエーターを組み合わせたコンバインド式も用いられる。

## メーカー
作業機メーカーが中小企業を含め多数あるのに対し、エンジンメーカーは少なく、日本国内では、
- 三菱重工エンジンシステム - 「メイキエンジン」[5]
- SUBARU -「ロビンエンジン」[6] 2017年（平成29年）9月に販売を終了。一部製品はヤマハモーターパワープロダクツへ事業譲渡予定[7]
- カワサキモータース/カワサキモータースジャパン[8]
- ホンダ[9]
- クボタエンジンジャパン[10]
- ヤンマーパワーテクノロジー - 2015年（平成27年）耕運機に適した横型（水平シリンダー）エンジンをラインナップ。現在は汎用ディーゼルエンジンのみの製造であるが、2013年（平成25年）まで汎用ガソリンエンジンも製造[11]。

などである。